# Epsilon Lupi
Epsilon Lupi (ε Lup, ε Lupi) è un sistema stellare nella costellazione del Lupo. Con una magnitudine apparente di 3,37 è la quinta stella più luminosa della propria costellazione. Dista 500 anni luce circa dal sistema solare e, come α Lupi, β Lupi e η Lupi, è parte dell'associazione Scorpius-Centaurus, e in particolare del gruppo Centauro superiore-Lupo.

## Osservazione
La sua posizione è fortemente australe e ciò comporta che la stella sia osservabile prevalentemente dall'emisfero sud, dove si presenta circumpolare anche da gran parte delle regioni temperate; dall'emisfero nord la sua visibilità è invece limitata alle regioni temperate inferiori e alla fascia tropicale. La sua magnitudine pari a +3,37 le consente di essere scorta senza difficoltà anche dai piccoli e medi centri urbani.
Il periodo migliore per la sua osservazione nel cielo serale ricade nei mesi compresi fra fine marzo e agosto; nell'emisfero sud è visibile anche verso l'inizio della primavera, grazie alla declinazione australe della stella, mentre nell'emisfero nord può essere osservata in particolare durante i mesi tardo-primaverili boreali.

## Caratteristiche fisiche
Epsilon Lupi è un sistema stellare costituito da tre diverse stelle. Due di esse possono essere risolte visivamente, anche se la loro separazione è di appena 0,3 secondi d'arco. Il tipo spettrale combinato è B2IV- V, con una differenza di 1,5 magnitudini tra le due stelle. A sua volta, la componente principale, chiamata Epsilon Lupi A, è una binaria spettroscopica con un periodo orbitale di 4,56 giorni. La terza stella, chiamata Epsilon Lupi B, più distante, compie invece un'orbita attorno alla coppia principale ogni 740 anni .
La luminosità del sistema è 4100 volte maggiore di quella del Sole, mentre le masse delle tre stelle sono simili, comprese tra 7 e 8,5 volte la massa solare.
La componente secondaria della coppia stretta pare mostrare pulsazioni tipiche da variabile Beta Cephei, con una periodicità di 10,36 cicli al giorno.